# Araguari (rzeka)
Araguari (port. Rio Araguari) – rzeka w północnej Brazylii, w stanie Amapá. Ma 450 km długości. Jej źródło znajduje się w górach Serra Lombarda, niedaleko granicy Brazylii z Gujaną Francuską. Płynie w kierunku południowo-wschodnim, przepływa przez miasto Ferreira Gomes, uchodzi do Oceanu Atlantyckiego niedaleko na północ od ujścia Amazonki. Rzeka jest żeglowna tylko na odcinku poniżej miasta Ferreira Gomes. Głównym dopływem jest rzeka Amapari. Rzeka była znana wśród surferów, ze względu na fale pływowe, które mogły trwać nawet przez kilka minut. W 2013 roku na rzece zbudowano trzy tamy w celu generowania energii hydroelektrycznej. Tamy zakończyły zjawisko fali pływowej, co zmieniło przepływ wody w Amazonce i spowodowało znaczną erozję lądu oraz zniszczenia w archipelagu Bailique.